# 斐迪南·马克西米利安三世 (伊森堡-怀赫特斯巴赫)
斐迪南·马克西米利安（Ferdinand Maximilian，1824年10月24日—1903年6月5日），出生于韦希特尔斯巴赫。伊森堡-怀赫特斯巴赫伯爵，1865年8月17日升为伊森堡-怀赫特斯巴赫亲王。称：斐迪南·马克西米利安三世。伊森堡-怀赫特斯巴赫亲王阿道夫二世的独生子。
1849年7月17日，斐迪南·马克西米利安在威海姆苏赫与黑森选侯弗里德里希·威廉与平民格特鲁德·法尔肯施泰因的长女绍姆堡女伯爵，哈瑙和霍洛维茨女亲王格特鲁德结婚，有二子二女：
- 弗里德里希·威廉·阿道夫·格奥尔格·卡西米尔·卡尔（Friedrich Wilhelm Adolf Georg Casimir Carl；1850年6月17日—1933年4月20日）；
- 格特鲁德·菲利品·亚历山德拉·玛丽·奥古斯塔·路易丝（Gertrude Philippine Alexandra Marie Auguste Luise，1855年12月28日-1932年10月24日）；
- 盖尔塔·奥古斯塔（Gerta Auguste，1863年1月18日-1945年11月27日）；
- 马克西米利安（Maximilian，1867年6月21日-1904年3月18日）。